# Anglezarke (Pferd)
Towerlands Anglezarke war ein Pferd des britischen Springreiters Malcolm Pyrah. Der Fuchs gewann zahlreiche internationale Springturniere.

## Erfolge
- Gewinner des Weltcup-Finales
- Sieger des King Cups in Hickstead
- 1981 Gewinner des Großen Preises von Aachen
- 1982 Gewinner des Großen Preises von Spruce Meadows
- 1988 Teilnehmer bei den Olympischen Spielen in Seoul[1]